# Bihor (pohoří)

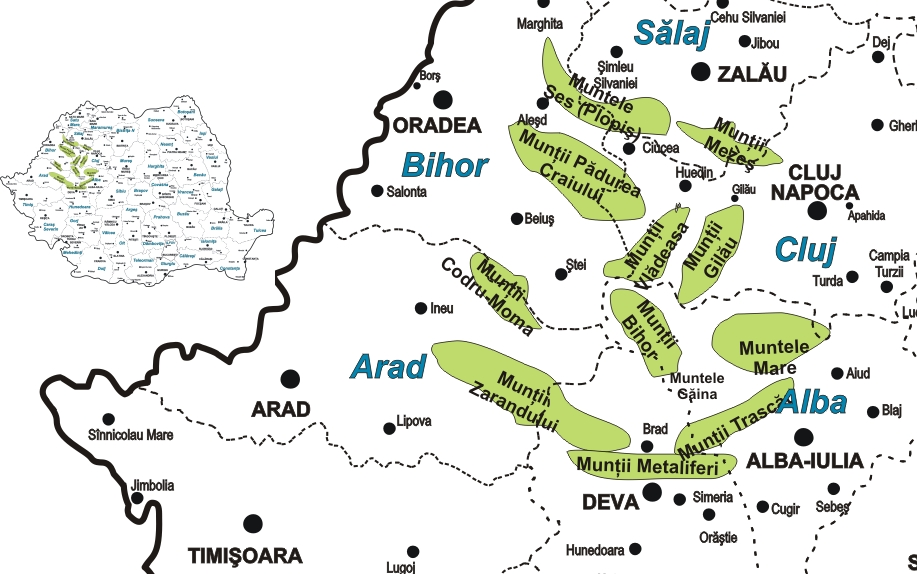
Apuseni, rumunské horstvo

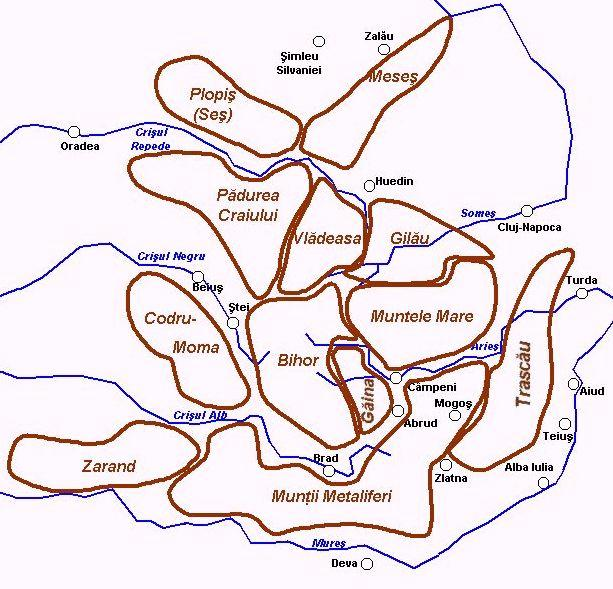
Pohoří Bihor, Apuseni, rumunské Západní Karpaty)

Pohoří Bihor (rumunsky Munții Bihorului) se nalézá na západě Rumunska. Je známé především jako oblast s bohatým výskytem krasových jevů.

## Poloha
Pohoří Bihor je součástí horského celku Apuseni v rumunských Západních Karpatech. Na severu hraničí s pohořím Vlădeasa, na východě s pohořími Gilăului a Muntele Mare, na jihu s pohořím Trascău a Metaliferi, západní hranicí je pohoří Codru-Moma.

## Popis
Pohoří Bihor má dvě části. První je krystalického původu, nachází se tu poloniny a nejvyšší vrchol Cucurbăta Mare (1849 m n. m.) Druhá část je vápencová a jejím středem je náhorní planina Padiș, známá také jako „království karpatského krasu“. Zde se na nepříliš velké rozloze nachází všechny známé krasové jevy.
V knize Karpatské hry Miloslav Nevrlý popisuje bihorský Padiș následujícími slovy:
| „ | …nikde v Rumunsku není skvělejší říše vod, které se propadají do země, a vod, které z ní vyvěrají, vod, které mizí v jeskyních a kdesi z jiných opět vytékají. Ovce spásají smaragdovou trávu závrtů a do slepých dolin vtékají potoky, ale ven nemohou: na jejich koncích se v bahnitých nálevkách krouživě propadají do podzemí. Skalními tunely teče Teplý Someš a chladná Galbena, Žlutá řeka. Stametrů hluboká trojpropast Ponorných hradů: vody se řítí do tmy, do hlubin padají i přízračná zelenavá světla propadlých stropů. | “ |

## Galerie

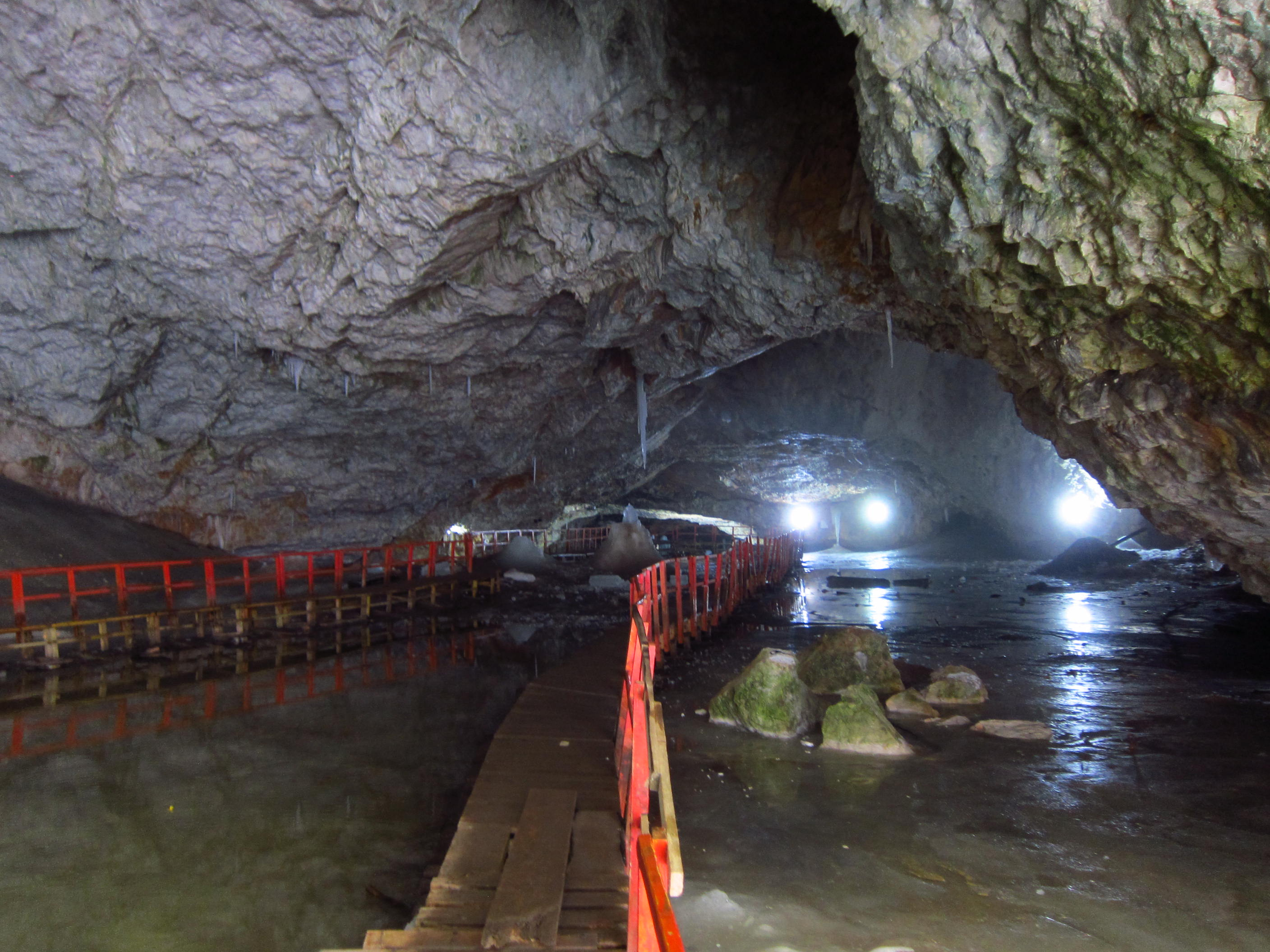
Ledová jeskyně Scărișoara, Bihor, Apuseni
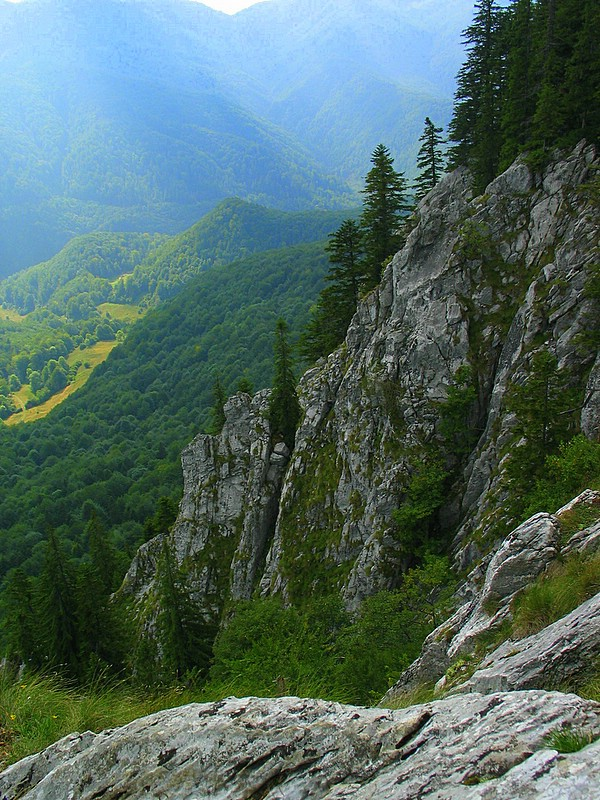
Vyhlídka Piatra Galbenei, Bihor, Apuseni
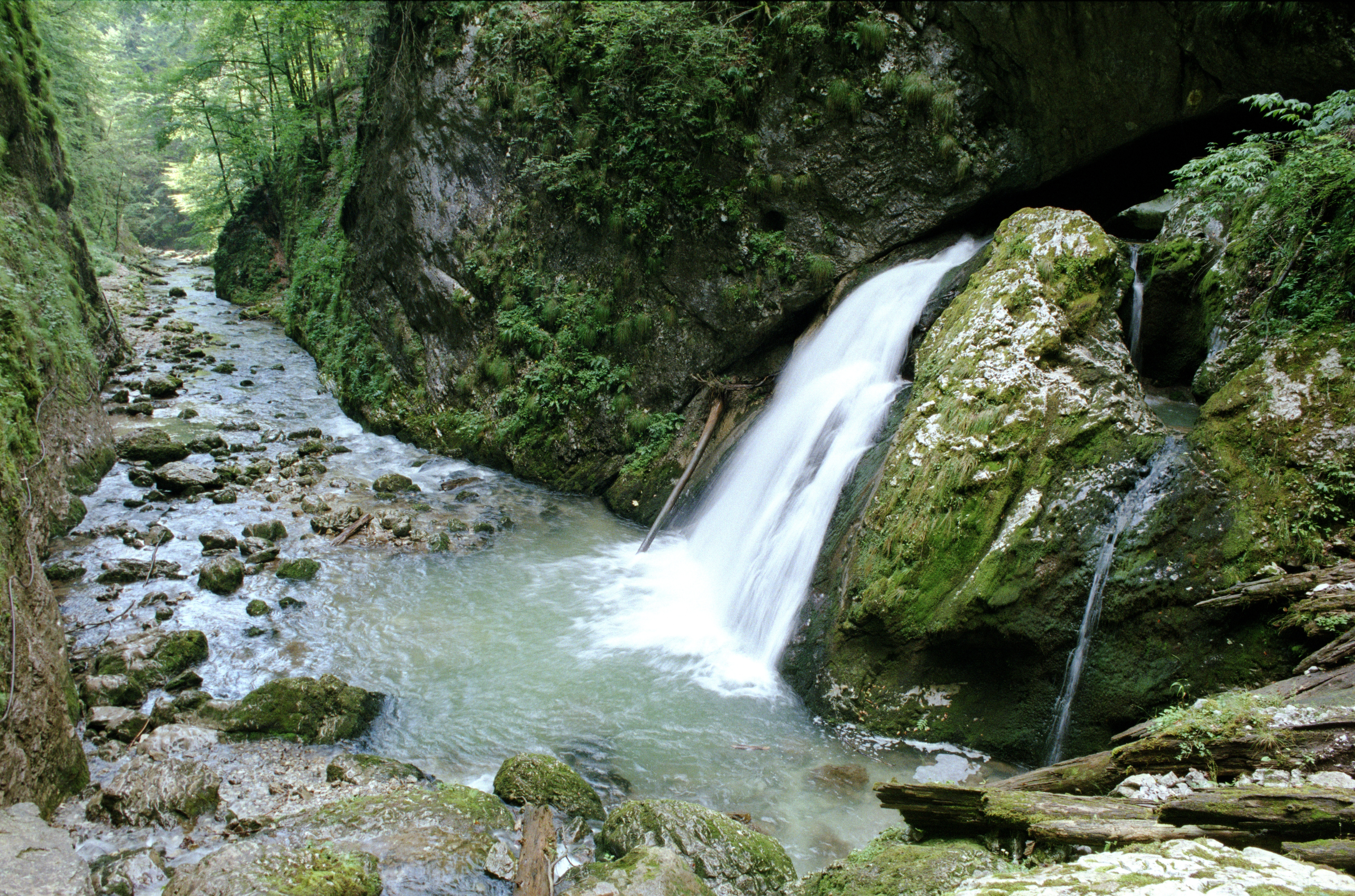
Řeka Galbena
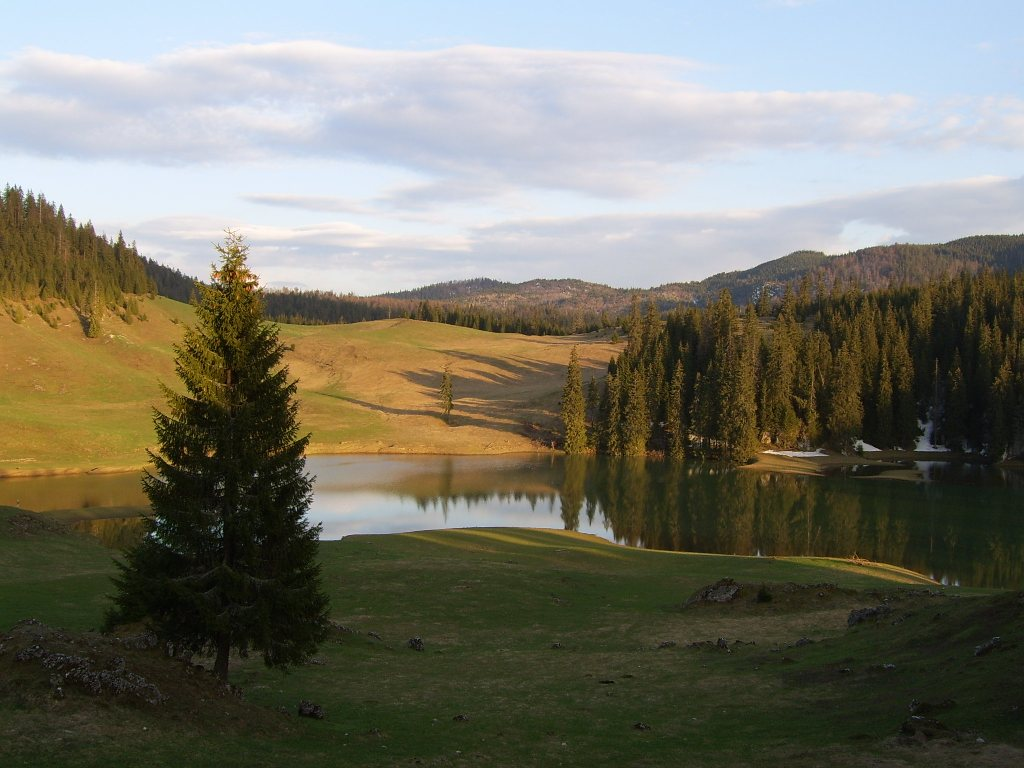
Padiș
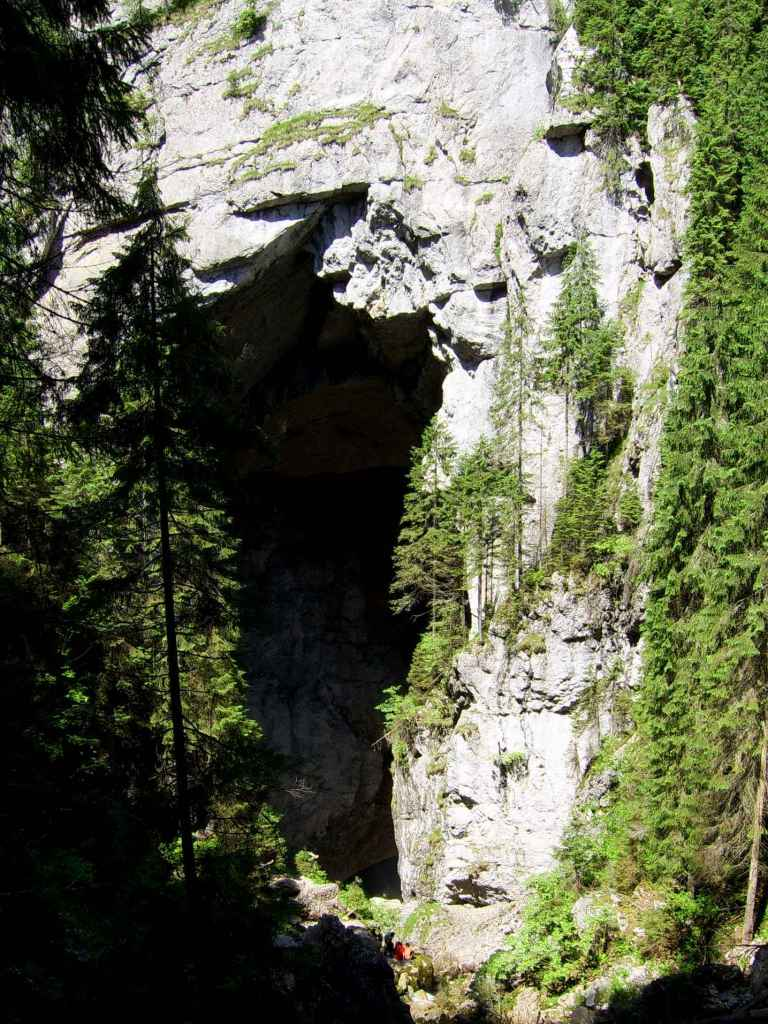
Ponorné hrady, Padiș, Apuseni
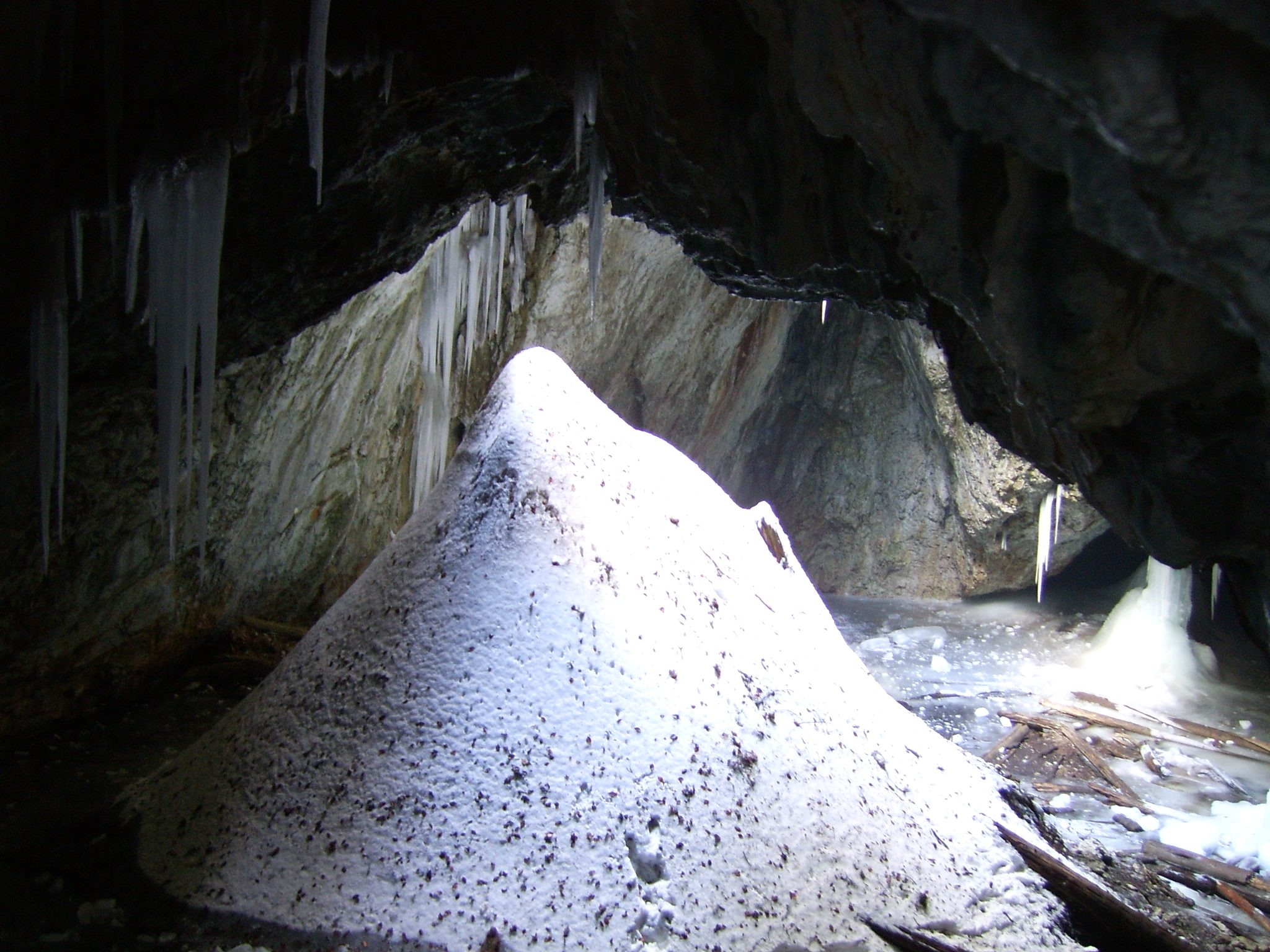
Jeskyně Focul Viu